# Nonatriakontan
Nonatriakontan (CH3(CH2)37CH3) (sumární vzorec C39H80) je uhlovodík patřící mezi alkany, má 39 uhlíkových atomů v molekule.